# یواس‌اس میفلاور (۱۸۹۷)
یواس‌اس میفلاور (۱۸۹۷) (به انگلیسی: USS Mayflower (1897)) یک کشتی بود که طول آن ۵۰ متر (۱۶۰ فوت) بود. این کشتی در سال ۱۸۹۷ ساخته شد.